# 石山蓮華
石山 蓮華（いしやま れんげ、1992年10月22日 - ）は、著作家、女優、電線愛好家、ラジオパーソナリティ。フリーランスで活動。過去の所属事務所はJungle、アミューズ。埼玉県出身。

## 来歴・人物
埼玉県出身。埼玉県立浦和東高等学校、武蔵大学卒業。小学生時代から放送委員会で活動、大学生時代も「武蔵大学 放送会」に所属していた。『ちゃお』（小学館）誌上の「ニーナをさがせ!!モデルオーディション2003」にて、審査員特別賞を受賞。この時の同期受賞者は水沢エレナであった。2024年5月、事務所Jungleを退所。
「蓮華」という名前は、父親がレゲエ好きだったことに由来する。Instagramには自身の愛好する電線、ケーブル、配線の画像を多数掲載している。2022年6月には日本電線工業会より正式に電線アンバサダーに任命される。アニメ『新世紀エヴァンゲリオン』『攻殻機動隊シリーズ』の影響で、古い建物や廃墟、工場や路地などに魅かれるようになった。
特技は新体操、ダンス、喉歌。文筆家として『Rolling Stone Japan』（CCCミュージックラボ）、『月刊電設資材』（電設出版）、『電気新聞』（日本電気協会）、『ウェブ平凡』（平凡社）、「She is」、『母の友』（福音館書店）、『週刊朝日』（朝日新聞出版）などに連載・寄稿をしている。2021年6月には、初の著書『犬もどき読書日記』（晶文社）を出版した。

## 出演

### バラエティ
- NHKジュニアスペシャル（2004年）NHK教育
- 地球セイバー NHK教育
- ニッポン全国短歌日和、ニッポン全国俳句日和（2009年 - 2010年）NHK BS2
- アカデミーナイト（2011年 - 2012年）TBS
- チェックタイム（2012年10月 - 2013年3月）TOKYO MX
- ZIP!（2013年4月 - 2019年3月）日本テレビ
- ナカイの窓「趣味にハマりすぎ芸能人」（2017年5月3日）日本テレビ
- 次課・長州の力旅　第一回・第二回(2018年11月11日)　BSフジ - 電線マニアとして
- バラいろダンディ（2019年3月8日）TOKYO MX - ゲスト
- ワケあり!レッドゾーン（2019年6月29日）読売テレビ - 電線マニアとして
- タモリ倶楽部（2022年6月25日、2022年9月17日）テレビ朝日 - 電線マニアとして
- さらばのこの本ダレが書いとんねん!（2024年11月20日）テレビ大阪 - 「電線の恋人」の著者として

### ドラマ
- 東京少女水沢エレナ 第3話『一日限りのデート』鈴木葉子 役（2008年5月）BS-i
- ヒトリシズカ 第2話（2012年10月） WOWOW
- ストロベリーナイト アフター・ザ・インビジブルレイン「東京」（2013年1月26日）フジテレビ
- ミエリーノ柏木 第8話（2013年）テレビ東京
- リミット 第1話（2013年7月12日）テレビ東京
- 日常の絶景 想田ひとみ 役（2023年9月20日 - 10月4日）テレビ東京[9]

### 人形劇
- 西遊記外伝 モンキーパーマ（2013年、tvk、テレ玉、チバテレ、群テレ、とちテレ、MTV、KBS京都、サンテレビ、OHK、ひかりTV）-  フェチガールズ 役

### CM
- ベネッセ 進研ゼミ小学講座（2004年）
- ベネッセ 進研ゼミ中学講座
- 大和ハウス（2006年）
- 大塚製薬 オロナミンCドリンク（2007年）
- デアゴスティーニ 週刊マイ・ディズニーランド（2007年）
- 大塚製薬 ポカリスエット（2009年）
- NTT西日本 家デジ（2011年）「家デジ・少女劇団」メンバー[10]
- コナミデジタルエンタテインメント メタルギア ライジング リベンジェンス（2013年）
- 旭化成 サランラップ（2021年）
- 花王 ビオレ メイクの上からさらマット肌持続シート（2022年）

### 映画
- いちばんきれいな水（2006年）香奈 役
- 夏美のなつ〜いちばんきれいな夕日（2006年）
- THE GAME 〜Boy's Film Show〜2010（2010年）アイドル 役
- 思い出のマーニー (2014年) 絵美里 役

### ラジオ
- 能町みね子 TOO MUCH LOVER（2017年9月2日、2017年9月9日 ニッポン放送） - 電線LOVERとしての出演。
- オレたちゴチャ・まぜっ!〜集まれヤンヤン〜（2018年4月22日 - 2019年4月14日 MBSラジオ）- ヤンヤンガールズ10期生
- 渋谷のラジオの学校（2018年6月4日-  コミュニティFM渋谷のラジオ）- 月曜レギュラー
- アフター6ジャンクション（2018年4月10日、2019年3月6日、2023年1月26日・2月9日 TBSラジオ）- 20時台特集コーナー「BEYOND THE CULTURE」内において、電線を取り上げた特集で電線愛好家として出演
- GOOD NEIGHBORS（2020年7月1日、9月15日 J-WAVE） - 7月はゲスト、9月はナビゲーターの代理
- たまむすび（2021年6月3日 TBSラジオ）- おもしろい大人 ゲスト
- あだぷと（2023年2月4日 - 3月25日 TBSラジオ）[11]
- こねくと（2023年4月3日 - TBSラジオ）- メインパーソナリティ[12]
- TBSラジオプレス（2023年7月7日 TBSラジオ） - 『こねくと』メインパーソナリティとしてゲスト出演
- 神津カンナのあんな話こんな話（2024年12月1日 - 29日 ラジオ日本） - マンスリーゲスト

### インターネット配信
- 石山蓮華の『電線礼讃』（2017年1月19日 - 、 STOLABO TOKYO）
- イヌネコ依存中（2018年2月23日 - 4月27日、Amazonプライム・ビテオ）[13] ナレーション
- 「北欧、暮らしの道具店」オリジナル短編ドラマ『庭には二羽』（2022年4月28日・29日、YouTube）[14]

### DVD
- 石山蓮華の『電線礼讃』 (2019年3月6日、アミューズソフト）

### その他
- 恋する星座 第1話『星野早輝・牡羊座の恋』 美花 役（2009年4月6日）第5話『大場陽妃・獅子座の恋』 愛花役（2009年5月7日）第7話『吉川ひかり・天秤座の恋』 友花 役（2009年5月21日）第10話『荒井砂月・山羊座の恋』（2009年6月11日）第11話『南野月奈・水瓶座の恋』（2009年6月18日）TBSホームページ
- ホンシェルジュ「電線読書」連載 （2017年5月26日 - ）
- Rolling Stone Japan「Close-up」連載 （2018年3月号 - ）

### 舞台
- ふたり（2004年8月1日 - 8月11日（東京公演）・8月19日 - 8月21日（大阪公演））レン 役 全労済ホールスペース・ゼロ（東京公演）・リサイタルホール（大阪公演）
- ヘイセイ・アパートメント (2015年)　柳田 役
- 探偵シリーズ「元カレ」（2015年6月4日 - 12日）六行会ホール
- 転校生（2015年8月 - 9月） Zeppブルーシアター六本木[15]
- 遠野物語 奇ッ怪 其ノ参（2016年10月31日-12月4日）　世田谷パブリックシアター他　地方公演
- 朗読劇『少年口伝隊一九四五』（2017年8月9日、練馬文化センター小ホール） 演出:保坂延彦[16][17][18]
- 五反田団「五反田怪団2018」（2018年9月21日-24日） アトリエヘリコプター
- 背信者（2023年3月3日 - 3月8日、本多劇場）
- BIRTHDAY（2024年7月24日 - 7月30日、新宿シアタートップス）演出:大澤遊
- 業界〜恥ずかしながら、ボクらがこの世をダメにしてます〜（2025年2月28日 - 3月2日、下北沢駅前劇場）演出:小御門優一郎[19]
- 神谷圭介と石山蓮華〈偏愛〉（2025年7月19日・20日〈予定〉、アプレ神楽坂スタジオ）[20]

### 雑誌
- ちゃお（2004年）小学館
- ChuChu 小学館
- Prolog Vol.26（2005年）

## 著作

### 単著
- 『犬もどき読書日記』（晶文社、2021年6月） ISBN 978-4-7949-7267-5
- 『電線の恋人』（平凡社、2022年12月） ISBN 978-4-582-83915-9

### 連載
- 「電線日記」（電設出版『月刊・電設資材』）